# لوتسینگن
لوتسینگن (به آلمانی: Lutzingen) یک شهر در آلمان است که در بایرن واقع شده‌است.

## خصوصیات
لوتسینگن ۲۴٫۹۳ کیلومترمربع مساحت دارد ۴۳۹ متر بالاتر از سطح دریا واقع شده‌است.